# Гнєвушева Єлизавета Іванівна

Анонс доповіді Єлизавети Гнєвушевої на гуртку історії середніх віків у Московському педагогічному інституті 7 березня 1941 року

Єлизавета Іванівна Гнєвушева (нар. 28 січня [10 лютого] 1916, Сураж, Чернігівська губернія — пом. 11 травня 1994, Москва) — радянський і російський історик — сходознавець, педагог.
.

## Біографія
Походила із сім'ї православного священика. У 1941 році закінчила історичний факультет Московського державного педагогічного інституту ім. В. П. Потьомкіна і там же аспірантуру. Її вчителями були: Олександр Губер, В. К. Нікольський, Володимир Сергєєв, Сергій Сказкін, Микола Дружинін. Під час німецько-радянської війни перебувала в евакуації в м. Тара Омської області, де викладала історію в педучилищі та середній школі.
Захистивши 1948 року кандидатську дисертацію на тему «Виникнення Всеіндійського національного конгресу», переїхала до Курська, де викладала історію у Курському педагогічному інституті. Після повернення до Москви (1952) працювала в Московському інституті сходознавства (1952—1953), на історичному факультеті Московського державного університету (1954—1955). З 1956 року її педагогічна та наукова діяльність тісно пов'язана з Інститутом східних мов при МДУ, де вона понад 30 років опрацювала доцентом кафедри історії країн Південно-Східної Азії та Далекого Сходу. Після смерті свого вчителя Олександра Губера виступила як його біограф. Була куратором створеного в Інституті країн Азії та Африки кабінету-бібліотеки Олександра Губера та першим організатором «Губерівських читань».

## Наукова діяльність
Єлизавета Гнєвушева - авторка низки розділів про Індонезію у підручниках для закладів вищої освіти з історії країн Сходу. Її основні науково-публіцистичні інтереси, однак, були пов'язані з російськими вченими-мандрівниками, що відвідали наприкінці 19 — на початку 20 ст. Нідерландську Індію, а також деякі інші території Азії та Африки. Особливо виділяються новаторські статті про Василя Пантелеймоновича Мамалигу, який брав участь в антиколоніальному повстанні проти голландців на острові Ломбок в 1890-х рр..
За сюжетами деяких статей вченої написано художні твори.

## Громадська діяльність
Активний пропагандист Всеросійського товариства охорони пам'яток історії та культури, з 1970 по 1980 рік курувала реставраційно-будівельний студентський загін МДУ, який працював щоліта в Суздалі.

## Нагороди
- Лауреатка Премії «Прима Комексіндо» (1994)

## Думка
«Захоплена слухачка лекцій Губера на істфаку Московського педагогічного інституту ще в довоєнний час, його вірна учениця та уважний біограф, Єлизавета Іванівна запам'яталася нам як людина активної життєвої позиції, небайдужий, послідовний та енергійний працівник університетської науки, дидактики та культури»
— . Владислав Ремарчук, завідувач кафедрою ІСАА

## Основні роботи
- Путешествие П. И. Пашино по Персии и Индии // Очерки по истории русского востоковедения. М.: Издательство Академии наук СССР, 1953. С. 96—121.
- Буди Утомо («Высокая цель»): к 50-летию первой общенациональной организации в Индонезии // Советское востоковедение. — 1958. — № 5.
- Забытый путешественник. Жизнь и путешествия П. И. Пашино. — М., 1958;
- В. П. Малыгин — возмутитель спокойствия в Нидерландской Индии // Вопросы истории. — М., 1959. — № 12. [Архівовано 31 січня 2022 у Wayback Machine.]
- В стране трёх тысяч островов (Русские ученые в Индонезии). — М., 1962.
- Путешествие по Африке С. В. Аверинцева // Страны и народы Востока. Выпуск IV. М.: Наука, 1965. С. 198—213.
- Первый обзор европейской колониальной политики и его автор // Колониализм и национально-освободительное движение в странах Юго-Восточной Азии. — М., 1972.
- Russians in Malaya and on Malaya // Meetings with Malaysia. — Kuala Lumpur, 1974.
- Первый «бейтензоргский» стипендиат Российской академии наук С. Г. Навашин на Яве в 1898—1899 гг. (По материалам неопубликованного дневника) // Страны и народы Востока. Выпуск XVII. Страны и народы бассейна Тихого океана. М.: Наука, ГРВЛ, 1975. С. 229—240 (совместно с В. А. Жаровым).
- Некоторые вопросы истории Вьетнама в трактовке А. А. Губера // Советская историография ЮВА. М.: Из-во вост. лит., 1977.
- Изучение истории ЮВА в Московском Университете // 225 лет Московского университета, 1979.
- Учредительная конференция Индийского национального конгресса // «Народы Азии и Африки», 1979, № 3.
- Этнографические коллекции А. С. Эстрина в МАЭ // Очерки истории русской этнографии, фольклористики и антропологии. — 1982. — Вып. 9 (в соавт. с В. Г. Трисман).
- Строитель Сурабайского порта [И. Т. Благов] // Страны и народы Востока. Выпуск XXIV. Страны и народы бассейна Тихого океана. Книга 5. М.: Наука, ГРВЛ, 1982. С. 110—126.
- Академик Александр Андреевич Губер (к 80-летию со дня рождения) // «Новая и новейшая история», 1982, № 5.
- Академик А. А. Губер. Творческий путь ученого //«Новая и новейшая история», 1983, № 6.
- Академик Александр Андреевич Губер. [отв. ред. акад. С. Л. Тихвинский] — М., 1988.
- А. А. Губер — организатор науки // Юго-Восточная Азия. История и современность. М.: Из-во вост. лит., 1989.
- История Индонезии. Том 1. — М.: Издательство МГУ, 1992 (в соавт. с Г.  Г.  Бандиленко, Д.  В.  Деопиком и В.  А.  Цыгановым)
- А. С. Эстрин. Воспоминания (из архива Е. И. Гневушевой); Е. И. Гневушева и В. Г. Трисман. Об Эстриных и их коллекции; Письма В. Г. Трисман, Е. И. Гневушевой и других Эстриным и о них // Индонезия начала XX века в коллекции и воспоминаниях А. Эстрина и А. Смотрицкой. Сост. Е. С. Твердислова, Г. А. Эстрина. М.: «Восточная литература», 2018, с. 5-138.

## Доповіді

### На Ломоносовських читаннях
- 1977 р. — І. Т. Благов — будівничий Сурабайського порту.
- 1978 р. — Записки А. Г. Ротчева про Індію як історичне джерело.
- 1981 р. — Гійом Постіль — перший професор арабської мови в Європі.

### На губерівських читаннях
- 1977 р. — Науково-організаційна міжнародна діяльність академіка Олександра Губера.
- 1978 р. — Індія у науковій творчості Олександра Губера.
- 1979 р. — Деякі проблеми історії колоніальних та залежних країн у творчості академіка Олександра Губера.
- 1982 р. — Невидана робота Олександра Губера «Нариси боротьби капіталістичних держав за розподіл у Південно-Східній Азії».